# (38222) 1999 NP31
1999 NP31 (asteroide 38222) é um asteroide da cintura principal. Possui uma excentricidade de 0.12184460 e uma inclinação de 3.50269º.
Este asteroide foi descoberto no dia 14 de julho de 1999 por LINEAR em Socorro.